# Светлана Каљача
Светлана Каљача (Београд, 30. јул 1966) српски је дефектолог и редовни професор.

## Биографија
У родном граду завршила је средњу школу и дипломирала 1990. на Дефектолошком факултету, на којем је 1999. одбранила и магистарски рад Однос развијености практогностичких способности, лексикона и понашања умерено ментално ретардиране деце, а 2003. и докторску тезу Могућност овладавања инструменталним вештинама код деце са умереном менталном ретардацијом. На истом факултету (касније Факултет за специјалну едукацију и рехабилитацију) бирана је 1999. за асистента, 2003. за доцента, 2009. за ванредног, а 2019. за редовног професора. Као предавач на Медицинском факултету у Фочи ангажована је од 2010. године. Аутор је или коаутор више од 130 стручних и научних радова, објављених у земљи и иностранству (до 2023).

## Важнији радови
- Socijalna distanca prema osobama sa intelektualnom ometenošću (коауторка),
- Specijalna edukacija i rehabilitacija 10–1 (Beograd 2011) 93–105;
- Odnos veštine samoregulacije i školskog uspeha kod učenika sa lakom i umerenom intelektualnom ometenošću (коауторка), isto 15–1 (2016) 23–42;
- Relation between working memory and self-regulation capacities and the level of social skills acquisition in people with moderate intellectual disability (коауторка), Journal of Applied Research in
- Intellectual Disabilities 31–2 (Birmingham 2017) 296–307;
- Participation of children and youth with neurodevelopmental disorders in after-school activities (коауторка), Disability and Rehabilitation 13–2 (London 2019) 173–193;
- Odnos samoodređenja i socijalnih veština kod osoba s lakom umerenom intelektualnom ometenošću (коауторка), Specijalna edukacija i rehabilitacija 19–2 (2020) 71–90.